# ルーカス・ビアンチ
ルーカス・ビアンチ（Lucas Bianchi、2001年3月26日 - ）は、スーペル・ラグビー・アメリカス、ペニャロール・ラグビーに所属するラグビーユニオン選手。

## プロフィール
- ウルグアイ出身[1]。
- ポジションはフランカー(FL)。
- 身長 190cm、体重 107kg
- U20ウルグアイ代表に選ばれたことがある[2]。
- ウルグアイ代表キャップは11（2024年11月現在）でラグビーワールドカップ2023のウルグアイ代表に選ばれた[3]。

## 略歴
2021年、ペニャロールに加入。